# MTMR12
MTMR12‏ (Myotubularin related protein 12) هوَ بروتين يُشَفر بواسطة جين MTMR12 في الإنسان.